# Un frammento
Un frammento (A Fragment), noto per esteso come Frammento di un romanzo (Fragment of a Novel) o La sepoltura: un frammento (The Burial: A Fragment), è un racconto incompiuto di George Gordon Byron, scritto nel 1816 e pubblicato nel 1819. La storia breve fu una delle prime in Inghilterra a parlare di vampiri e fu d'ispirazione a John William Polidori per il suo racconto Il vampiro, il cui protagonista Lord Ruthven fu ispirato direttamente alla figura dello stesso Byron. Scritto durante la stessa competizione letteraria che portò alla creazione di Frankenstein e de Il vampiro, Un frammento è una delle prime opere a rappresentare i vampiri come raffinati e capaci di infiltrarsi nella società civile, a differenza della produzione letteraria e folkloristica precedente che li rappresentava come brutali e quasi bestiali.

## Trama
In una lettera datata 17 giugno 1816, l'anonimo narratore, un giovane aristocratico inglese, racconta di quando partì per il Grand Tour in compagnia di un uomo più maturo, Augustus Darvell. Durante il viaggio, Darvell comincia a mostrare i sintomi di una misteriosa malattia che lo rende di giorno in giorno più debole e stanco. Darvell e il suo giovane compagno di viaggio arrivano in un cimitero turco tra Smirne ed Efeso, vicino alla colonne di Diana. Ormai prossimo alla morte, Darvell fa promettere al narratore di tenere segreta la sua imminente dipartita e di non rivelarla a nessuno. Il moribondo viene interrotto dall'arrivo di una cicogna con un serpente nel becco. Dopo la morte di Darvell, il narratore si meraviglia del fatto che la faccia dell'uomo si scurisca così rapidamente e che in pochi minuti il corpo mostri già i segni di un'avanzata decomposizione. I cambiamenti nel cadavere sono tali e tanto rapidi da far sospettare al narratore che Darvell sia stato avvelenato, un'ipotesi che però esclude.
Secondo John William Polidori, Byron aveva intenzione di far riapparire Darvell, ancora in vita perché un vampiro, durante una tappa successiva del viaggio del narratore. In una lettera al suo editore, Polidori descrive la trama del racconto di Byron affermando che esso raccontava dei viaggi di due compagni che hanno lasciato l'Inghilterra; durante una visita in Grecia uno dei due muore, ma al ritorno in Inghilterra l'altro lo ritrova vivo e vegeto, intento a corteggiargli la sorella.

## Genesi dell'opera
Un frammento fu scritto mentre Byron si trovava a Villa Diodati, in Svizzera, insieme allo scrittore e medico John William Polidori. Durante la permanenza a Cologny, Byron e Polidori ricevettero la visita di Percy e Mary Shelley e Claire Clairmont, sorellastra di Mary e amante di Byron. Il clima piovoso dell'anno senza estate costrinse i cinque a trascorrere molto tempo chiusi a Villa Diodati, dove ingannarono l'attesa leggendo le storie di fantasmi contenute nella Fantasmagoriana.
Il 17 giugno Byron propose un nuovo intrattenimento ai suoi ospiti, una gara di racconti dell'orrore: ciascuno dei quattro scrittori presenti (lo stesso Byron, Polidori e gli Shelley) avrebbe scritto un racconto del terrore e quello giudicato migliore avrebbe vinto. Altre due storie brevi scritte durante la competizione furono poi date alle stampe: Frankenstein o il moderno Prometeo di Mary Shelley e Il vampiro di John Polidori.

## Storia editoriale
L'editore di Byron, John Murray, fece stampare il racconto come un'appendice a Mazeppa, pubblicata a Londra nel giugno 1819 senza l'approvazione dell'autore. Il 20 marzo 1820 Byron espresse irritazione per la decisione di Murray e, a una lettera all'editore, affermò che Un frammento avrebbe dovuto essere pubblicato al massimo su un periodico e non insieme a Mazeppa.